# Hulu (webb-TV)
För andra betydelser, se Hulu (olika betydelser).
Hulu är en reklamfinansierad VOD-tjänst av TV-serier, film, webbserier och annan media såsom trailers, filmklipp och material från bakom kulisserna på TV-nätverken ABC, Fox, NBC, TBS, WWE, och många andra TV-nätverk. Hulus utbud erbjuds för närvarande endast till kunder i USA och Japan. Hulu Japan har en egen .jp-domän och betalsystem separat från det amerikanska. Båda regionerna blockas via IP-adressernas läge från användare utanför regionen. Hulu erbjuder även webb-tjänster via andra webbplatser som AOL, Facebook, MSN, Myspace och Yahoo!.
Från och med tredje kvartalet 2021 har Hulu 42,8 miljoner prenumeranter. Disney kontrollerar Hulu medan Comcast har en andel i Hulu men spelar ingen större roll i verksamheten.

## Namn
Namnet Hulu kommer från kinesisk mandarin, húlú (葫芦/葫蘆), "kalebass", och hùlù (互录/互錄), "interaktiv inspelning".